# Microcistina

Estructura de la Microcystin LR

Les microcistines són pèptids no ribosòmics cíclics produït pels cianobacteris (p.e.Microcystis aeruginosa i Planktothrix). Són cianotoxina i poden ser molt tòxics per a les plantes i els animals incloent els humans. La seva hepatotoxicitat pot causar greus danys al fetge. Les microcistines poden inhibir molt les fosfatases tipus 1 (PP1) i 2A (PP2A), i estan lligades amb la pansteatitis.
Les microcstines estan formades per diversos aminoàcids no-proteinogènics com els derivats de la deshidroalanina i el β-aminoàcid ADDA.
La microcistina-LR és una de les 80 variants tòxiques i és la més estudiada pels químics, farmacòlegs, biòlegs i ecòlegs.